# Joseph Amoah (cầu thủ bóng đá, sinh 1994)
Joseph Amoah (sinh ngày 26 tháng 6 năm 1994) là một cầu thủ bóng đá người Ghana thi đấu cho Vitória Guimarães B.

## Sự nghiệp câu lạc bộ
Anh ra mắt chuyên nghiệp tại Giải bóng đá hạng nhất quốc gia Bồ Đào Nha cho Vitória Guimarães B vào ngày 1 tháng 3 năm 2015 trong trận đấu trước Santa Clara.
Anh ra mắt tại Giải bóng đá vô địch quốc gia Bồ Đào Nha cho Vitória Guimarães vào ngày 23 tháng 5 năm 2015 vào sân từ ghế dự bị trong hiệp hai thay cho cầu thủ ở Fetteh Feyenoord Bernard Mensah trong chiến thắng 4–2 trước Académica de Coimbra.